# Agnieszka Włodarczyk
Agnieszka Włodarczyk (Sławno, 13 dicembre 1980) è un'attrice e cantante polacca.

## Biografia
Agnieszka Włodarczyk ha fatto il suo debutto come attrice nel musical Metro di Janusz Józefowicz all'età di 14 anni.
Due anni dopo ha fatto il suo esordio sul grande schermo come protagonista del controverso film Sara, e contemporaneamente anche nel piccolo schermo recitando nella serie 13 posterunek. 
Il suo ruolo in Sara le ha fruttato un premio per il miglior debutto cinematografico al Festival Internazionale del Film "Stożary" di Kiev.
Ha avviato la sua carriera di cantante nel 2007 partecipando al programma canoro di Polsat Jak oni śpiewają. 
Il televoto l'ha incoronata vincitrice nella finale del 2 giugno, e il suo maxi singolo è stato certificato disco di platino dalla Związek Producentów Audio-Video con oltre 20 000 copie vendute a livello nazionale.
Nel novembre successivo è uscito il suo album di debutto Nie dla oka..., che ha raggiunto la 21ª posizione della classifica polacca e ha venduto più di 15 000 copie, ottenendo un disco d'oro. L'album le ha fruttato tre candidature ai premi Superjedynki del 2008, fra cui una per la cantante dell'anno.

## Filmografia

### Cinema
- Sara, regia di Maciej Slesicki (1997)
- Pierwszy milion, regia di Waldemar Dziki (2000)
- Poranek kojota, regia di Olaf Lubaszenko (2001)
- Rób swoje, ryzyko jest twoje, regia di Marian Terlecki (2002)
- E=mc², regia di Olaf Lubaszenko (2002)
- Nigdy w życiu!, regia di Ryszard Zatorski (2004)
- Job, czyli ostatnia szara komórka, regia di Konrad Niewolski (2006)
- Kac Wawa, regia di Lukasz Karwowski (2012)
- Diablo. Wyścig o wszystko, regia di Daniel Markowicz e Michal Otlowski (2019)

### Televisione
- 13 posterunek, serie TV (1997–98)
- 13 posterunek 2, serie TV (2000)
- Pierwszy milion, serie TV (2000)
- Na dobre i na złe, serie TV (2000)
- Świat według Kiepskich , serie TV (2000)
- Zostać miss, serie TV (2001)
- Plebania, serie TV (2001–12)
- Zostać miss 2, serie TV (2003)
- Dziki, serie TV (2004)
- Rodzinka, serie TV (2004)
- Kryminalni, serie TV (2004)
- Talki z resztą, serie TV (2004)
- Czego się boją faceci, czyli seks w mniejszym mieście, serie TV (2005)
- Dziki 2: Pojedynek, serie TV (2005)
- Ja wam pokażę!, serie TV (2007)
- Daleko od noszy, serie TV (2008)
- Pierwsza miłość, serie TV (2009–12)
- My Baby, serie TV (2011)
- Druga szansa, serie TV (2016)

## Discografia

### Album in studio
- 2007 – Nie dla oka...
- 2011 – Najpiękniejsze polskie kolędy

### Singoli
- 2007 – Jak oni śpiewają
- 2007 – Zawsze byłam
- 2008 – Bez makijażu
- 2008 – To on
- 2009 – Czas pokaże
- 2013 – Twoja mała Aga

#### Collaborazioni
- 2015 – Such a Shame (DJ Adamus feat. Agnieszka Włodarczyk)